# Adalia (geslacht)
Adalia is een geslacht van kevers uit de  familie van de lieveheersbeestjes (Coccinellidae).

## Soorten
- Adalia bipunctata Linnaeus, 1758 (Tweestippelig lieveheersbeestje)
- Adalia decempunctata (Linnaeus, 1758) (Tienstippelig lieveheersbeestje)
- Adalia conglomerata Linnaeus, 1758